# Gastroenterite
Gastroenterite é uma inflamação do trato gastrointestinal que afeta o estômago e o intestino delgado. Os sintomas mais comuns são diarreia, vómitos e dor abdominal. Outros possíveis sintomas incluem febre, falta de energia e desidratação. Geralmente os sintomas manifestam-se durante menos de duas semanas. Embora por vezes seja denominada "gripe intestinal", a doença não tem relação com a gripe.
A gastroenterite pode ser causada por infeções por vírus, bactérias, parasitas ou fungos. A causa mais comum são vírus. Em crianças, o rotavírus é a causa mais comum dos casos graves da doença. Em adultos, os mais comuns são os norovírus e Campylobacter. A transmissão pode ter origem na ingestão de alimentos que não foram devidamente preparados, em beber água não potável ou pelo contacto direto com uma pessoa infetada. Geralmente não são necessários exames para confirmar o diagnóstico.
As medidas de prevenção incluem lavar as mãos com sabonete, beber apenas água potável, saneamento e amamentar os bebés em vez de usar fórmula infantil. Em crianças está recomendada a vacina contra rotavírus. O tratamento consiste na ingestão de líquidos em quantidade suficiente. Em casos ligeiros ou moderados, isto é feito com solução de reidratação oral, que consiste numa combinação de água, sais e açúcar. Em bebés a ser amamentados, está recomendado continuar a amamentação. Em casos mais graves pode ser necessária a administração de líquidos por via intravenosa. Os líquidos podem ainda ser administrados por uma sonda nasogástrica. Em crianças, está recomendada a suplementação de zinco. Geralmente não são necessários antibióticos.
Em 2015 ocorreram dois mil milhões de casos de gastroenterite que causaram 1,3 milhões de mortes em todo o mundo. A doença afeta sobretudo crianças nos países em vias de desenvolvimento. Em 2011, ocorreram cerca de 1,7 mil milhões de casos em crianças com menos de cinco anos de idade que causaram cerca de 700 000 mortes. Nos países em vias de desenvolvimento, é frequente que as crianças com menos de dois anos contraiam seis ou mais infeções por ano. A doença é menos comum em adultos, devido em parte ao desenvolvimento de imunidade adquirida.

## Sinais e sintomas
A gastroenterite manifesta-se normalmente através de diarreia e vómitos, e menos frequentemente através de apenas um dos sintomas. Podem também ocorrer cólicas abdominais. Os sintomas têm normalmente início entre 12 a 72 horas depois de se contrair o agente infeccioso. Quando tem origem viral, a doença desaparece normalmente ao fim de uma semana. Alguns agentes virais podem estar na origem de sintomas associados como febre, fadiga, dores de cabeça e dores musculares. No caso das fezes conterem sangue, é pouco provável que a causa seja viral e muito provável que seja bacteriana. Algumas infecções bacterianas podem estar associadas a cólicas abdominais muito intensas e podem persistir por várias semanas.
As crianças infectadas por rotavírus recuperam normalmente após três a oito dias. No entanto, em regiões menos desenvolvidas onde o acesso a cuidados de saúde é difícil, é comum que a diarreia persista por um período de tempo maior. A desidratação é uma complicação frequente da diarreia, e crianças com um grau significativo de desidratação podem apresentar teste de re-enchimento capilar lento, turgor da pele reduzido e respiração anormal. No lactente a depressão da fontanela superior é um sinal precoce de desidratação. Em regiões sem condições sanitárias, é comum a ocorrência repetitiva de infecções, o que a longo prazo pode dar origem a desnutrição, crescimento deficiente e atraso cognitivo.
Cerca de 1% dos infectados com espécies de Campylobacter desenvolvem artrite reativa e 0,1% desenvolvem a síndrome de Guillain-Barré. As infecções por Escherichia coli ou espécies de Shigella, produtoras da toxina Shiga podem dar origem à síndrome hemolítico-urémico, que se manifesta pela baixa contagem de plaquetas, insuficiência renal e baixa contagem de glóbulos vermelhos. As crianças são mais predispostas a contrair a síndrome do que os adultos. Algumas infecções virais podem dar origem a convulsões epilépticas infantis benignas.

## Causas
As principais causas da gastroenterite são os vírus, em particular o rotavírus, e a espécie bacteriana E. coli e as espécies do género Campylobacter. Existem, no entanto, vários outros agentes infecciosos que podem causar a doença. São por vezes registadas causas não-infecciosas, mas são muito menos prováveis de ocorrer. O risco de infecção é maior em crianças devido à sua pouca defesa imunitária e relativa falta de higiene.

### Viral
Entre os vírus que se sabe estarem na origem da gastroenterite contam-se os rotavírus, os norovírus, os adenovírus e os astrovírus. Os rotavírus são a causa mais comum da gastroenterite em crianças, com taxas de incidência semelhantes nos países desenvolvidos e em desenvolvimento. Os vírus são responsáveis por cerca de 70% dos episódios de diarreia infecciosa em pediatria. O rotavírus é uma causa menos comum em adultos devido à imunidade adquirida ao longo da vida.
Os norovírus são a principal causa de gastroenterite entre adultos na América do Norte, sendo responsáveis por mais de 90% dos surtos. Este tipo de epidemias localizadas ocorre quando grupos de indivíduos passam tempo em relativa proximidade física, como em cruzeiros, hospitais ou restaurantes. Os indivíduos podem permanecer infectados mesmo depois da diarreia ter cessado. Os norovírus são também responsáveis por cerca de 10% das ocorrências infantis.

### Bacteriana

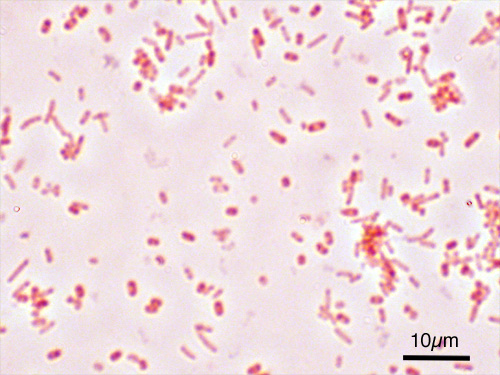
Imagem de microscópio do Serotipo Typhimurium (ATCC 14028) da Salmonella enterica, ampliado 1000x e submetido a coloração.

Nos países desenvolvidos a principal causa de gastroenterite bacteriana é a Campylobacter jejuni. Metade destes casos estão associados com a exposição a aves de criação. Em crianças, as bactérias são responsáveis por cerca de 15% dos casos, sendo as espécies mais comuns a Escherichia coli, Salmonella, Shigella e a Campylobacter. Se determinado alimento for contaminado por bactérias e se se mantiver à temperatura ambiente durante várias horas, as bactérias não multiplicam-se e potenciam o risco de infecção dos eventuais consumidores. Entre os alimentos normalmente associados com a contaminação estão a carne, marisco e ovos crus ou mal cozinhados; rebentos crus; leite não pasteurizado, queijos moles, fruta e sumos de vegetais. Nos países em desenvolvimento, sobretudo na Ásia e na África sub-Sariana, a cólera é uma das principais causas de gastroenterite, sendo transmitida através da água ou alimentos contaminados.
O bacilo toxigénico Clostridium difficile é também uma das causas de diarreia, o que se verifica sobretudo em idosos. As crianças podem ser portadoras desta bactéria sem que manifestem sintomas. Causa também diarreia entre aqueles hospitalizados e é frequentemente associada ao uso de antibióticos. A diarreia causada por Staphylococcus aureus pode também ocorrer em consumidores de antibióticos. A diarreia do viajante é normalmente um tipo de gastroenterite bacteriana. Os medicamentos antiácidos aparentam aumentar o risco de infecção após exposição a uma série de organismos, entre os quais a Clostridium difficile e as espécies de Salmonella e Campylobacter. O risco é maior naqueles que tomam inibidores da bomba de protões do que nos que tomam anti-histamínicos H2.

### Parasitas
A gastroenterite pode ser provocada por uma série de protozoários, sobretudo pela Giardia lamblia, mas também por Entamoeba histolytica e pelas espécies de Cryptosporidium. No total, estes agentes são responsáveis por cerca de 10% dos casos em crianças. A Giardia é mais frequente nos países em desenvolvimento, mas este agente etiológico está na origem de infecções praticamente em qualquer região. É, no entanto, mais comum em pessoas que tenham viajado para regiões com grande prevalência do parasita, em crianças que frequentam jardins de infância, relações homossexuais e na sequência de desastres.

### Transmissão
A transmissão pode dar-se através do consumo de água contaminada ou da partilha de objectos pessoais. Em regiões com estações secas e chuvosas, a qualidade da água deteriora-se frequentemente durante a estação húmida, o que tem relação directa com a ocorrência de surtos. Em regiões de estações temperadas, as infecções são mais frequentes durante o Inverno. O uso de biberões com recipientes mal esterilizados é uma das mais significativas causas de transmissão a nível global. As taxas de transmissão estão igualmente relacionadas com maus hábitos de higiene, sobretudo entre crianças, em habitações sobrelotadas, e em indivíduos que apresentem já sintomas de má nutrição. Depois de desenvolverem imunidade, os adultos podem ser portadores de determinados patogéneos sem demonstrar quaisquer sinais ou sintomas, agindo como reservatórios de contágio. Enquanto que alguns agentes, como a Shigella, são exclusivos dos primatas, outros, como a Giardia, podem contaminar uma série de animais.

### Não-infecciosa
Existe uma série de causas não-infecciosas capazes de provocar inflamações do trato gastrointestinal. Entre as mais comuns estão: medicamentos como os anti-inflamatórios não esteroides, determinados alimentos como a lactose (naqueles que são intolerantes) ou o glúten (naqueles com doença celíaca). A doença de Crohn pode igualmente estar na origem de gastroenterites, por vezes bastante severas. Pode também verificar-se o aparecimento da doença como consequência de determinadas toxinas. Entre os sintomas relacionados com a ingestão de alimentos para além das náuseas, vómitos e diarreia estão: a intoxicação por ciguatera, em consequência do consumo de peixe contaminado; a intoxicação por tetrodotoxina associada à ingestão de tetraodontídeos; e o botulismo associado à conservação imprópria da comida.

## Fisiopatologia
A gastroenterite define-se pela manifestação de vómitos ou diarreia causados pela infecção do intestino delgado ou grosso. As alterações no intestino delgado normalmente não são inflamatórias, enquanto que as do intestino grosso são. O número de patogénios necessários para iniciar uma infecção varia entre apenas um (no caso da Cryptosporidium) e 108 (no caso da Vibrio cholera).

## Diagnóstico
A gastroenterite é diagnosticada clinicamente com base nos sinais e sintomas do paciente. Normalmente, não é necessária a determinação exacta da causa, já que não influencia o tratamento ou a gestão da doença. No entanto, devem ser feitos exames às fezes quando se verifique sangue nas mesmas, quando se suspeite de intoxicação alimentar e em indivíduos que tenham viajado recentemente para países em desenvolvimento. Podem também ser feitos exames de diagnóstico durante a fase de monitorização da doença. Uma vez que cerca de 10% das crianças sofre de hipoglicemia, recomenda-se que para este grupo sejam verificados os níveis de glicose no soro. Caso haja suspeitas de desidratação severa, devem ser analisados os níveis de eletrólitos e de creatinina.

### Desidratação
Uma das parte importantes na avaliação é determinar se a pessoa sofre ou não de desidratação, sendo esta normalmente dividida em três graus: leve (3-5%), moderada (6-9%) e grave (≥10%). No lactente o sinal mais precoce de desidratação é a depressão da fontanela superior e a reposição de líquidos é uma urgência pois a desidratação pode ser letal em 24 horas num lactente. Em crianças, os indicadores mais precisos de desidratação moderada ou grave são o enchimento capilar lento, turgor da pele reduzido e respiração acelerada. Outros sintomas complementares, eventualmente úteis quando conjugados com os anteriores, incluem a enoftalmia, pouca actividade, ausência de lágrimas e boca seca. Um fluxo urinário normal e a capacidade de ingestão de líquidos por via oral sem os vomitar de imediato são sinais tranquilizadores. Os exames laboratoriais são de pouca ou nenhuma utilidade para se determinar o grau de desidratação.

### Diagnóstico diferencial
É necessário excluir através do diagnóstico eventuais patologias que se manifestam através de sinais e sintomas semelhantes aos da gastroenterite, como a apendicite, vólvulo, doença inflamatória intestinal, infecção do trato urinário ou a diabetes mellitus. Devem também ser tidas em consideradação a insuficiência pancreática, a síndrome do intestino curto, a doença de Whipple, a doença celíaca e o abuso de laxantes.  O diagnóstico diferencial pode ser difícil se a pessoa apenas manifesta um dos sintomas de vómitos ou diarreia, em vez de ambos.
A apendicite pode manifestar-se através de vómitos, cólicas abdominais e pequena quantidade de diarreia em 33% dos casos, em contraste com a grande quantidade de diarreia que é comum nos casos de gastroenterite. As infecções pulmonares ou do trato urinário em crianças podem também estar na origem de vómitos e diarreia. A cetoacidose diabética manifesta-se através de cólicas abdominais, náuseas e vómitos, mas sem diarreia. Um estudo demonstrou que 17% dos casos de cetoacidose diabética em crianças foram inicialmente diagnosticadas como gastroenterite.

## Prevenção

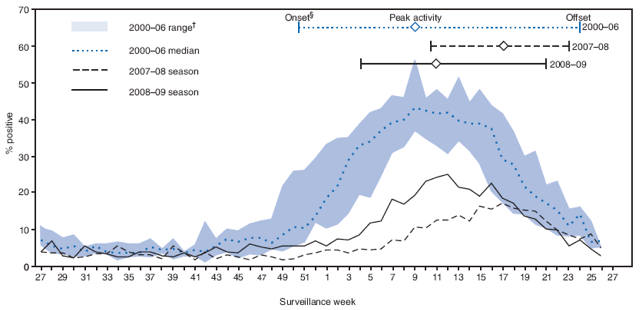
Percentagem de exames de rotavírus com resultados positivos, por semana de observação. Estados Unidos, Julho de 2000 até Junho de 2009.

### Estilo de vida
Para a redução das taxas de infecção e dos casos de gastroenterite clinicamente relevante, é fundamental a existência de fornecimento de água não contaminada e de boas práticas sanitárias. Tem-se verificado que as medidas de âmbito pessoal, como a correcta lavagem das mãos, estão na origem de uma redução até 30% na prevalência de gastroenterite, tanto nos países desenvolvidos como em desenvolvimento. Os géis à base de álcool podem ser igualmente eficazes. A amamentação é importante, sobretudo em regiões com más condições de higiene, já que reduz quer a frequência, quer a duração das infecções. Evitar comida e água contaminada é igualmente eficaz.

### Vacinação
Devido à eficácia e segurança demonstradas pela vacina contra rotavírus, a Organização Mundial de Saúde recomendou em 2009 que fosse disponibilizada gratuitamente para todas as crianças à escala mundial. Existem duas versões comerciais da vacina, ao mesmo tempo que existem várias outras em fase de desenvolvimento. Em África e na Ásia, estas vacinas foram capazes de reduzir a incidência de casos graves entre as crianças, e nos países que colocaram em marcha um programa nacional de vacinação verificou-se o declínio das taxas de incidência e gravidade da doença. A vacina contra rotavírus reduz também a probabilidade de contágio ao reduzir o número de infecções em propagação. Nos Estados Unidos, a implementação de um programa de vacinação contra o rotavírus a partir do ano 2000 foi responsável pela diminuição de 80% do número de casos de diarreia. A primeira dose da vacina deve ser administrada a crianças entre as 6 e 15 semanas de vida. A vacina oral da cólera revelou ser 50 a 60% eficaz ao longo de dois anos.

## Tratamento
A gastroenterite é uma doença aguda e auto-limitante que normalmente não requer qualquer medicação. O tratamento preferencial naqueles com desidratação leve a moderada é a terapia de reidratação oral (TRO). No entanto, a metoclopramida e/ou a ondansetrona podem ser úteis nalgumas crianças, e a butilescopolamina pode ser usada no tratamento de dores abdominais.

### Reidratação
A principal forma de tratamento da gastroenterite, quer em adultos quer em crianças, é através da reidratação. Normalmente recorre-se à terapia de reidratação oral, embora possa ser necessária a administração intravenosa nos casos mais graves ou quando haja perda ou alteração de consciência por parte do paciente. Os produtos de terapia oral à base de hidratos de carbono complexos (por exemplo, os que são feitos a partir de trigo ou arroz) podem ser mais eficazes do que aqueles à base de açúcares simples. As bebidas com níveis particularmente altos de açúcar, como os refrigerantes ou os sumos de fruta, não são recomendadas para crianças com idade inferior a 5 anos, já que podem contribuir para o agravamento da diarreia. Caso não seja possível preparar meios adequados de terapia de reidratação oral, pode ser usada apenas água. Caso seja necessário, pode-se recorrer a uma sonda nasogástrica para administrar líquidos a crianças pequenas.

### Dieta
Recomenda-se que lactentes continuem a ser amamentados de forma regular, e que crianças alimentadas com fórmula infantil retomem a alimentação imediatamente depois da reidratação com TRO. Geralmente não são necessárias fórmulas isentas ou com baixo teor de lactose. Durante os episódios de diarreia, as crianças devem manter a sua dieta regular, devendo apenas evitar alimentos ricos em açúcares simples. A dieta BRAT (bananas, arroz, puré de maçã, tostas e chá) já não faz parte das recomendações, uma vez que não contém nutrientes suficientes e não apresenta benefícios em relação à dieta regular. Tem-se verificado que alguns probióticos podem ajudar a reduzir tanto a duração da doença como a frequência da defecação. Os produtos lácteos fermentados, como o iogurte, podem também apresentar alguns benefícios. Os suplementos de zinco aparentam ser eficazes tanto no tratamento como na prevenção da diarreia entre crianças nos países desenvolvidos.

### Antieméticos
Os antieméticos podem ajudar no tratamento de vómitos em crianças. A ondansetrona é relativamente eficaz, e a administração de uma única dose associa-se à menor necessidade de administração intravenosa de soro, a menos hospitalizações e à redução dos vómitos. Metoclopramida também pode ser útil. No entanto, o uso de ondansetrona pode estar associado também a uma maior taxa de re-hospitalização em crianças. Caso haja supervisão e aprovação médica, a administração do fármaco pode ser feita por via oral. O dimenidrinato, embora reduza os vómitos, não aparenta ter benefícios clínicos significativos.

### Antibióticos
Geralmente, os antibióticos não são usados no tratamento da gastroenterite, embora sejam por vezes recomendados no caso dos sintomas serem particularmente graves  ou caso se suspeite ou tenha isolado uma causa bacterial. No caso de serem usados antibióticos, é preferível o uso de um macrólido, como a azitromicina, em relação a fluoroquinolonas devido à maior resistência antibiótica destas últimas. A colite pseudomembranosa, normalmente causada pelo uso de antibióticos, pode ser resolvida com a interrupção da administração do antibiótico em causa, substituindo-o por metronidazol ou vancomicina. Entre as bactérias que reagem positivamente ao tratamento estão a Shigella, Salmonella typhi, e as espécies de Giardia. Nos casos de espécies de Giardia ou Entamoeba histolytica, o tratamento com tinidazol é superior e recomendado em relação ao metronidazol. A Organização Mundial de Saúde recomenda o uso de antibióticos em crianças novas que apresentem diarreia com sangue e febre.

### Agentes antimotilidade
A medicação antidiarreica possui um risco teórico de causar complicações, e embora a experiência clínica tenha mostrado que isto seja improvável, o uso destes fármacos é desencorajado em pessoas com sangue na diarreia ou diarreia associada a febre. A loperamida, um análogo opiáceo, é frequentemente usada no tratamento sintomático da diarreia. No entanto, o seu uso não é recomendado em crianças, já que pode penetrar através da barreira hematoencefálica ainda não desenvolvida, e provocar uma intoxicação. O salicilato de bismuto, um complexo insolúvel de bismuto trivalente e de salicilato, pode ser usado em casos leves a moderados, embora a intoxicação seja teoricamente possível.

## Epidemiologia
| sem dados ≤l 500 500–1000 1000–1500 1500–2000 2000–2500 2500–3000 | 3000–3500 3500–4000 4000–4500 4500–5000 5000–6000 ≥6000 |

Esperança de vida corrigida pela incapacidade para a diarreia por cada 100.000 habitantes em 2004.
sem dados
≤l 500
500–1000
1000–1500
1500–2000
2000–2500
2500–3000
3000–3500
3500–4000
4000–4500
4500–5000
5000–6000
≥6000

Estima-se que ocorram anualmente entre três a cinco mil milhões de casos de gastroenterite à escala mundial, afectando sobretudo crianças e habitantes de regiões em vias de desenvolvimento. Em 2008, a doença causou a morte de 1,3 milhões de crianças idade igual ou inferior a cinco anos, a maior parte registada nos países mais pobres do mundo. Mais de 450 000 das mortes nesta faixa etária são provocadas por rotavírus. A cólera está na origem de cerca de três a cinco milhões de casos e mata anualmente cerca de 100 000 pessoas. Nos países em desenvolvimento, é frequente as crianças com idade inferior a dois anos contraírem anualmente seis ou mais infecções que resultem em casos clinicamente relevantes. A prevalência é menor em adultos, em parte devido ao desenvolvimento de defesas imunitárias.
Em 1980, a gastroenterite, independentemente da causa, foi a responsável por 4,6 milhões de mortes infantis, a maior parte das quais nos países em desenvolvimento. O número total foi reduzido para 1,5 milhões de mortes anuais no ano 2000, devido em grande parte à introdução da terapia de reidratação oral. Nos Estados Unidos, as infecções que estão na origem da gastroenterite são a segunda infecção mais comum, atrás apenas da constipação, e dão origem a cerca de 200 a 375 milhões de casos de diarreia aguda e a cerca de dez mil mortes anualmente, sendo 150 a 300 destas mortes em crianças com idade inferior a cinco anos.

## História
O primeiro uso da designação "gastroenterite" ocorreu em 1825. Antes disso, era conhecida nos meios clínicos como febre tifóide ou "cholera morbus", entre outros, ou popularmente como "gripe intestinal" ou qualquer outra designação arcaica equivalente para diarreia aguda.

## Impacto social e económico
A gastroenterite é o principal motivo para cerca de 3,7 milhões de consultas médicas por ano nos Estados Unidos e 3 milhões em França. Nos Estados Unidos, estima-se que o custo económico da gastroenterite seja de 23 mil milhões de dólares por ano.

## Investigação
Estão em fase de desenvolvimento uma série de vacinas contra a gastroenterite. Por exemplo, vacinas contra a Shigella e a Escherichia coli enterotoxigénica (ETEC), duas das principais causas bacterianas de infecção à escala mundial.

## Noutros animais
A gastroenterite em gatos e cães tem origem em muitos agentes infecciosos em comum com os seres humanos. Os organismos mais comuns são a Campylobacter, Clostridium difficile, Clostridium perfringens e a Salmonella. Os sintomas podem igualmente ter origem num vasto número de plantas tóxicas. Alguns dos agentes são específicos de determinadas espécies. O coronavírus da gastroenterite transmissível afecta os suínos, manifestando-se através de vómitos, diarreia e desidratação. Acredita-se que seja introduzido nos porcos através de aves selvagens, não havendo qualquer tratamento específico disponível. embora não seja transmissível ao ser humano.